# بي واي دي إس 6
بي واي دي إس 6 أول سيارة رياضية متعددة الأغراض ذات تصميم كروس أوفر تم تصميمها وتصنيعها بشكل مستقل من قبل شركة شنجن للبطاريات والخلايا الشمسية بالتعاون مع بي واي دي أوتو.

## نظرة عامة
تم عرض سيارة بي واي دي إس 6 للعامة للمرة الأولى في معرض قوانغتشو للسيارات في أواخر عام 2010. في حين تم بيع السيارة الأولى في مدينة تشانغشا الصينية في 6 مايو 2011. بحلول ديسمبر 2011، أصبحت السيارة هي أكثر سيارات الدفع الرباعي مبيعا داخل الصين برصيد 15,000 سيارة حاصله بذلك على لقب «أسرع سيارات الدفع الرباعي بيعا» وتصنيفها بالسيارة الرياضية للعام وفقا للتصنيف السنوي لسوق السيارات الصينية.
يوجد طرازان من بي واي دي إس 6 متوفران في السوق الصيني، ذات 2.0 لتر و 2.4 لتر، مع ثمانية إصدارات مختلفة.
في أبريل 2012، أعلنت الشركة عن توسيعها لضمان جميع منتجاتها لأربع سنوات أو 100,000 كم.

## السلامة
في ديسمبر 2012، نشر مركز أبحاث تكنولوجيا السيارات الصيني نتائج اختبار C-NCAP المختص باختبارات التصادم على السيارة مانحا إياها أعلى تقييم أمان من فئة الخمس نجوم للسيارات الرياضية متعددة الأغراض لتصبح بذلك السيارة الصينية الأولى التي تحصل على ذلك التقييم متوفقة بذلك على باقي العلامات التجارية التي تتشابه معها في التصميم.
في نوفمبر 2012، تم تقديم سيارة بي واي دي إس 6 طراز جين يو. السيارة مجهزة بساعة لا تستخدم فقط للتحقق من الوقت لكن للعديد من المميزات الأخرى مثل التحقق من هوية الشخص، دخول السيارة بدون مفتاح وبدء التشغيل بنقره واحدة وبالتالي تفادي الخسائر الناتجة من حالات سرقة السيارات نتيجة فقدان المفاتيح.

## السوق العالمي
للسيارة سوق كبير في العديد من الدول العالمية وخصوصا أوكرانيا وأوروغواي كما ظهرت في تشيلي في معرض سيارات بها عام 2012 لتبدأ عمليات البيع بالتجزئة في ديسمبر 2012.

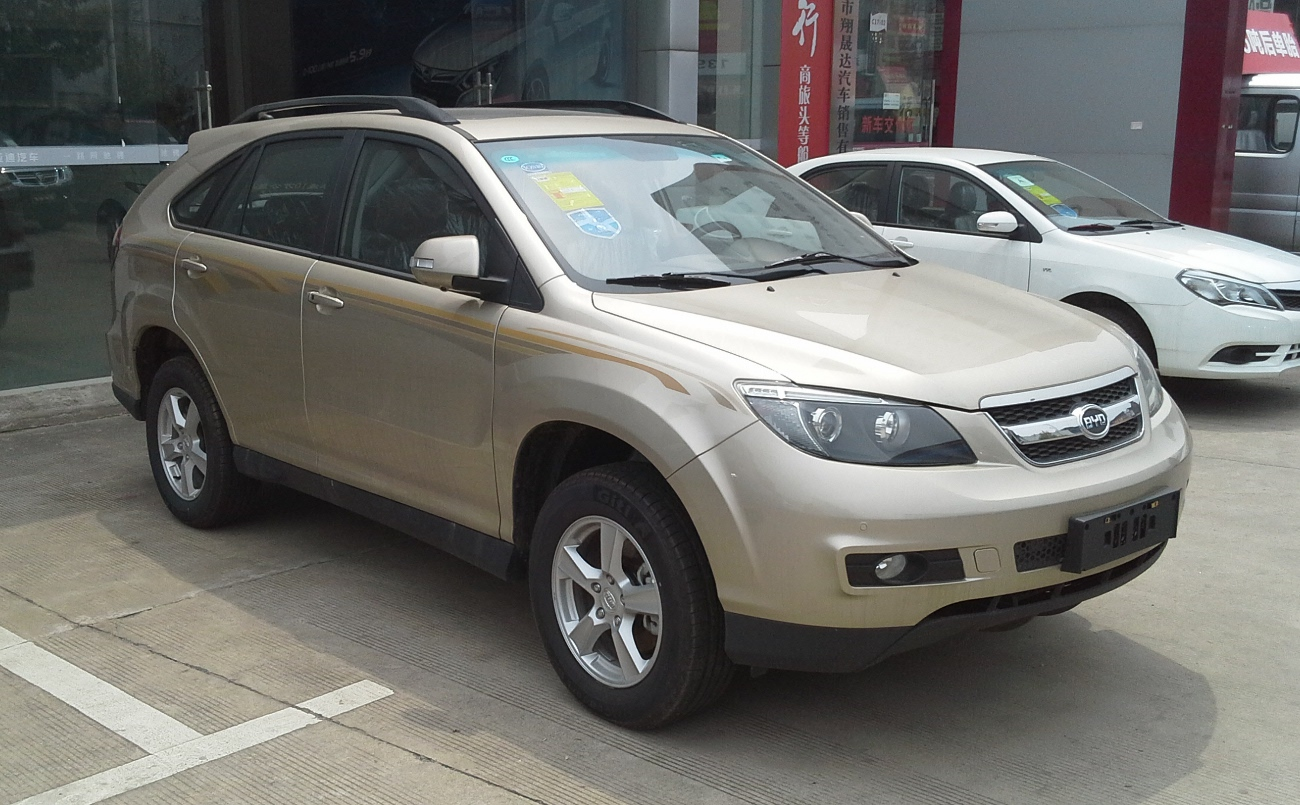
مقدمة سيارة بي واي دي إس 6
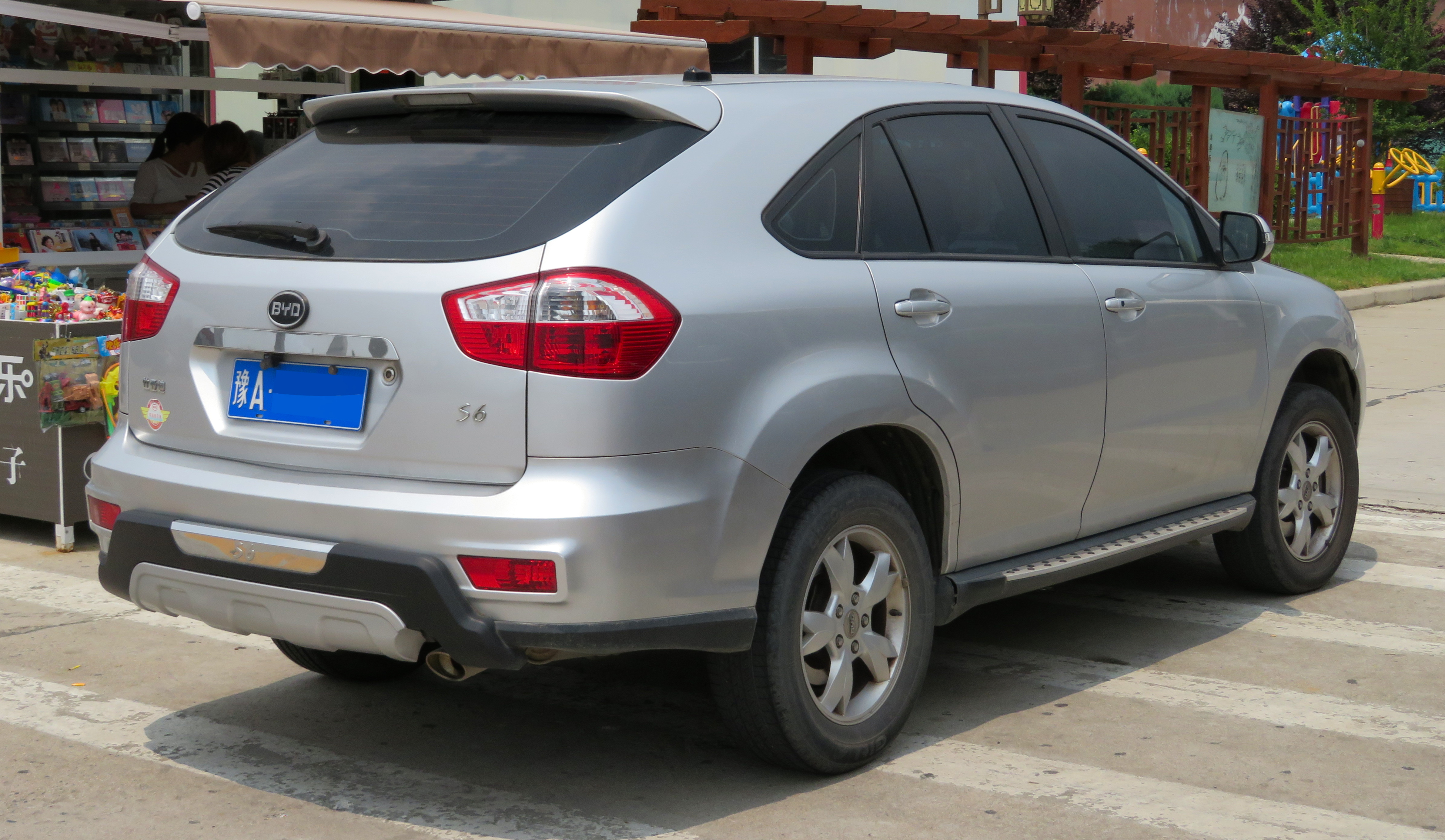
صندوق سيارة بي واي دي إس 6
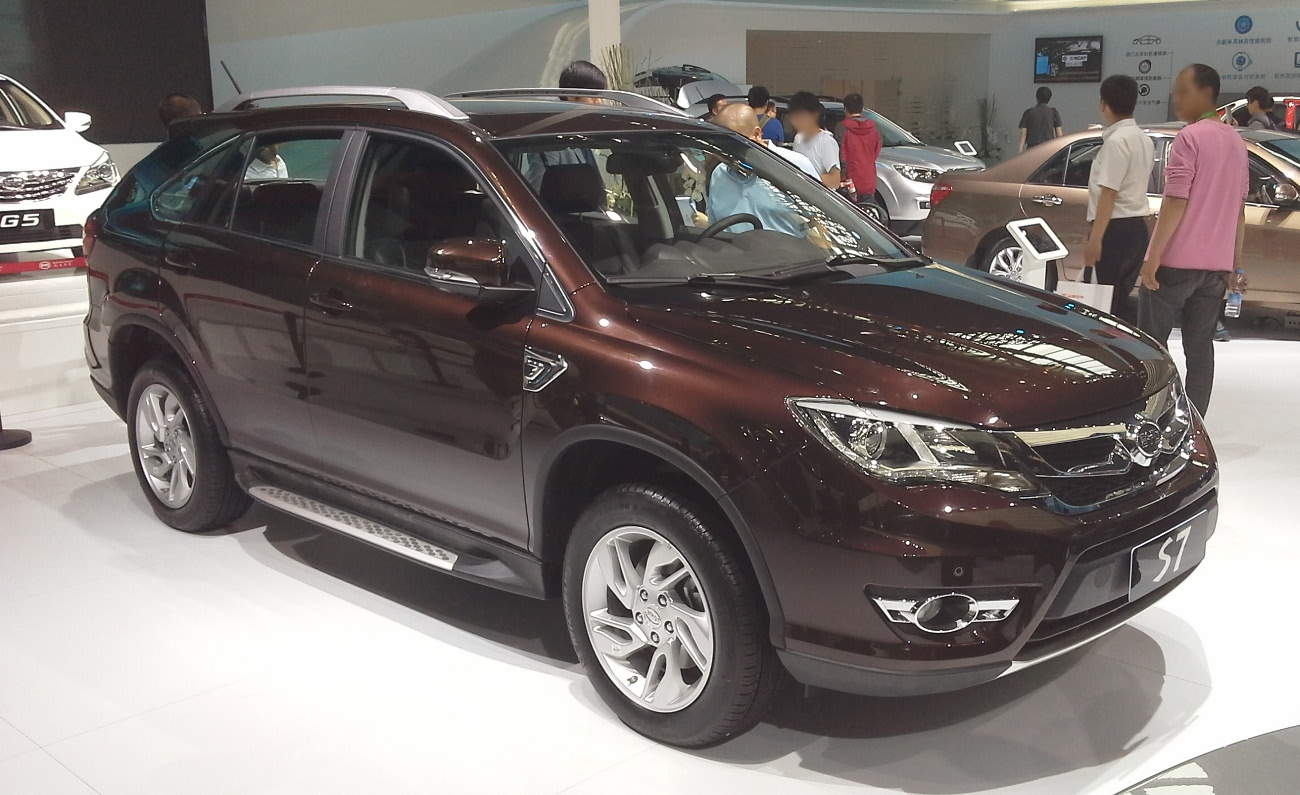
مقدمة سيارة بي واي دي إس 7
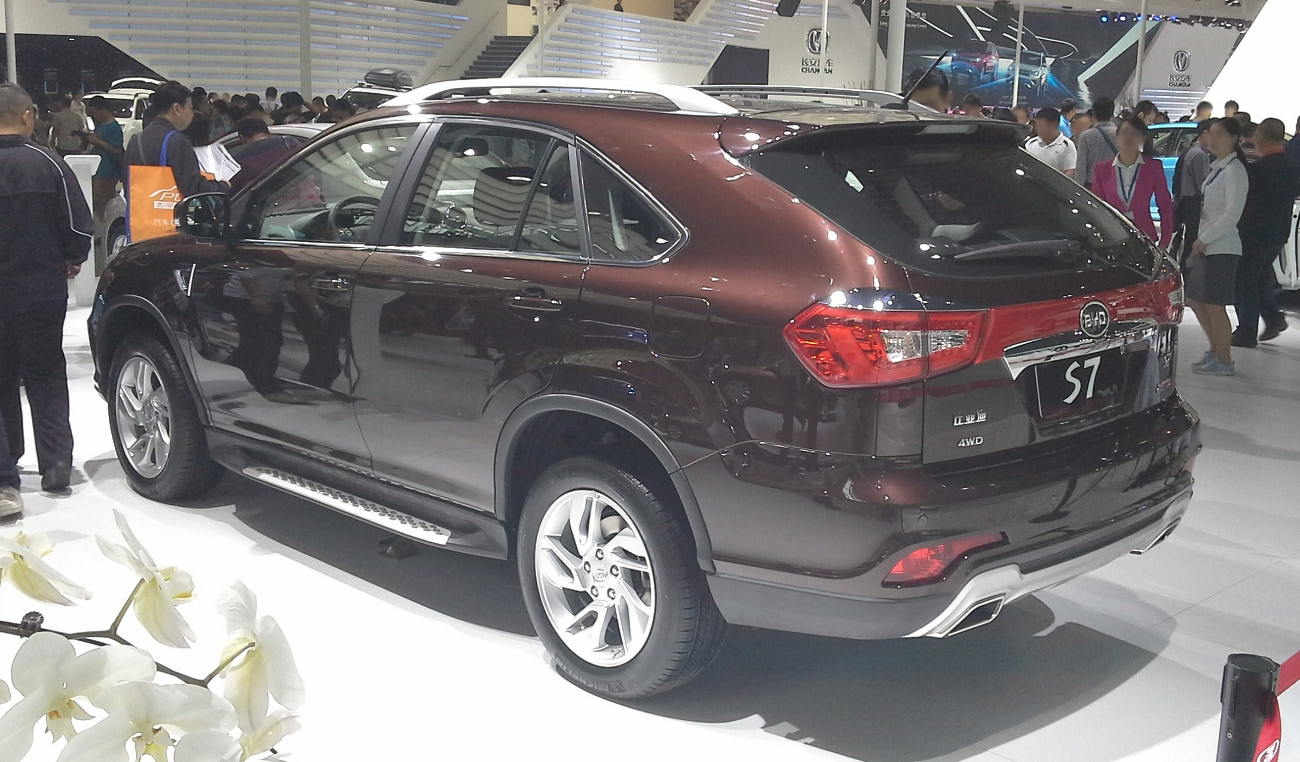
صندوق سيارة بي واي دي إس 7

## وصلات خارجية
- الموقع الرسمي نسخة محفوظة 10 يناير 2022 على موقع واي باك مشين. (باللغة الصينية)
- اختبار مواصفات بي واي دي إس 6